# صوت القلب الأول
صوت القلب الأول، ويرمز له ب"ص1"، هو الصوت الناتج عن انغلاق الصمامين الصمام ثلاثي الشرفات والصمام التاجي. يحدد صوت القلب الأول نهاية مرحلة انبساط القلب وبداية مرحلة الانقباض. صوت القلب الأول هو صوت حاد ويمكن سماعه عند الفحص بالسماعة الطبية في منطقة قمة القلب، وهي النهاية المدببة للبطين الأيسر.

## الأهمية التشخيصية[1]
تسمع القلب هي واحدة من أهم الأدوات التشخيصية للطبيب. وخلالها تُراقب أصوات القلب لكشف أية تغيرات مرضية. توجد العديد من الحالات المرضية المرتبطة بارتفاع أو انخفاض حدة الصوت الأول.

### أمراض مرتبطة بانخفاض حدة ص1
- تكلس الصمامات الفاصلة بين حُجر القلب.
- وجود تغيرات في الأنسجة المحيطة بالقلب، كالتامور أو غشاء الجنب.
- ضعف انقباضات القلب

### أمراض مرتبطة بزيادة حدة ص1
- تضيق الصمام التاجي
- زيادة انقباضات القلب، كما في فقر الدم والتسمم الدرقي

كما يمكن أن تزيد حدة الصوت الأول لأسباب طبيعية، كالحمل وأثناء الرياضة.